# 輜重兵第119連隊
輜重兵第119連隊（しちょうへいだい119れんたい、輜重兵第百十九聯隊）は、大日本帝国陸軍の連隊の一つ。

## 沿革
1944年（昭和19年）10月11日に海拉爾で軍令陸甲第135号下令により、海拉爾方面の国境警備と治安維持を目的に新設された第119師団の輜重兵連隊として編成された。同月28日、野砲兵第23連隊の残留人員、第8国境守備隊および輜重兵第9連隊第1中隊の人員を基幹として編成完結した。兵力補充は東部軍管区で担当した。
1945年（昭和20年）6月1日、師団主力は独立混成旅団を残し興安嶺へ移動を開始。8月9日、ソ連対日参戦と共に海拉爾残留隊は主力部隊に合流。8月16日、興安嶺より後退準備中にソ連軍戦車の追撃を受け戦死者および負傷者を出した。8月17日、博克図にて武装解除となった。

## 歴代連隊長
| 代 | 氏名   | 在任期間     | 出身校・期 | 備考 |
| -- | ------ | ------------ | ---------- | ---- |
| 1  | 鈴木実 | 1944.10.16 - | 陸士45期   | 少佐 |
| 2  | 坂牛哲 | - 終戦       |            | 少佐 |